# فک بایکال
فک بایکال (نام علمی: Pusa sibirica) نام یک گونه از سرده فک‌های خزرقطبی است.